# Mallonia granulata
Mallonia granulata är en skalbaggsart som beskrevs av William Lucas Distant 1892. Mallonia granulata ingår i släktet Mallonia och familjen långhorningar. Inga underarter finns listade i Catalogue of Life.